# أورلا (اسم)
أورلا تكتب Órla أو ORLA، Órlaith أو Orlagh هو اسم أنثوي من أصل كلتي. الشكل الجذري للاسم هو Órfhlaith، يمكن تفسيره على أنه «أميرة ذهبية» لأنه يجمع بين العناصر الغيلية ór («الذهب») و fhlaith (حرفيًا «الأمير»)، شكله الأنثوي الكامل هو banfhlaith.
اشتهر عبر برايان بورو، الذي كانت أخته أرفليث أنجين سينتيج (توفيت عام 941) الملكة القرينة للملك الأيرلندي الكبير دونشاد دون، وكانت أرفليث (Órflaith) رابع اسم نسائي يتم تسجيله بشكل متكرر في سجلات آيرلندا في القرن الثاني عشر. بعد فترة طويلة من الغموض، أصبح الاسم ـ بصيغتي «أرليث» و «إرلا» (Órlaith and Órla) ـ شائعًا في أواخر القرن العشرين، ليس فقط في أيرلندا ولكن أيضًا في اسكتلندا، على الرغم من عدم وجود تراث اسكتلندي للإسم.
من الشائع جدًا، حتى في أيرلندا، أن نرى الاسم مكتوبًا باسم Orla بدون لهجة مطولة بنبرة حادة على "o".
Orla هو أيضًا اسم مذكر في اللغة الدنماركية.

## رموز تاريخية
- أورليث إنجين سينيتيج (Órlaith íngen Cennétig)، ملكة أيرلندا، توفيت 941
- أرليث ني مويل تشاينايل (Órlaith Ní Maoil Seachnaill)، ملكة ميد، توفيت عام 1066
- أورليث نيك سينيتش (Órlaith Nic Cennétich)، توفيت 1104. السفينة LÉ <i id="mwLg">Orla</i> تحمل اسمها.[3]
- أورليث ني مايل سيكلينان (Órlaith Ní Mael Sechlainn)، ملكة كوناخت، توفيت عام 1115
- أورليث ني ديارماتا (Órlaith Ní Diarmata)، أميرة مويلبورغ، توفيت عام 1252
- أورليث ني كونشوبير (Órlaith Ní Conchobair)، أميرة كوناخت وعباس، توفيت عام 1283
- أورلا جورجينسين (Orla Jørgensen)، الحائزة على الميدالية الذهبية الأولمبية الدنماركية للذكور عام 1928
- أورلا هيليستيد (Orla Hyllested)، ممثل الاتحاد والسياسي الدنماركي

## مذيعون
- قدمت أورلا باري (Orla Barry) برنامجا سمي Weekend Blend على راديو NewsTalk ، وهي محطة مقرها دبلن
- أورلا غيرين (Orla Guerin) مراسلة بي بي سي إفريقيا
- أورلا رابل (Orla Rapple) مذيعة معروفة، وقد عملت في City Channel و Beat 102/103 و AA Roadwatch. ظهرت في العرض سيوج وأوشي .

## الفنون والاعلام
- أورلا برادي، الممثلة الايرلندية. كان أكثر أعمالها شهرة وحصل على انتقادات حادة هو فيلم «حب مقسم» لعام 1999
- أورلاج كاسيدي، الممثلة الأمريكية
- إورلا فالون، المغنية وكاتبة الأغاني والعازفة على القيثارة. كانت عضوا في سيلتيك ومان من 2005 إلى 2009. كتبت أغنية بعنوان Shooting Star لنفسها وقامت بتقديمها في جولات Celtic Woman 2005 و 2006. لقد نجحت في تسجيلها في ألبومها لعام 2009 «ديستانت شور» . أيضا، أدت كمطربة داعمة في أغنية " Patapan " في حفل عيد الميلاد الخاص بها، كانت تغني مع النجم الأمريكي ديفيد أرتشولينا.
- أورلا فيتزجيرالد، الممثلة الايرلندية
- أورفليث فلاين، كانت أحد أعضاء المجموعة الموسيقية Anúna
- أورلا جارتلاند، مغنية إيرلندية
- أورلا كيلي تخرجت من الكلية الوطنية للفنون والتصميم في دبلن، وواصلت تعليمها بدرجة الماجستير في الكلية الملكية للفنون في لندن. أصبح نمط أوراق العلامات التجارية المستخدمة في تصميم حقيبة يدها علامة تجارية دولية معروفة للغاية. تضم مجموعتها الآن الملابس النسائية والاكسسوارات، وورق الجدران، والأدوات المنزلية والقرطاسية، بالإضافة إلى مجموعة من المذكرات لـ Tate Modern.
- أورلا ماكغفرن، ممثلة أيرلندية، مرتجلة وكاتبة [4]
- أوريث ماكاليستر، عارضة الأزياء الأيرلندية الشمالية ومتسابقة Big Brother السابقة
- أورلا أورورك، الممثلة الأيرلندية
- أورلا أوشيا، مغنية إيرلندية
- أورليث رافتر، ممثلة وكاتبة إيرلندية
- أورلا توبين (روز أوف ترالي)، مغنية، الفائزة في مسابقة روز أوف ترالي 2003
- أورلا توبين (مواليد 1982)، الممثلة الايرلندية

## آخرون
- أورلا ليمان، رجل دولة دنماركي
- أورلا نوم، لاعبة اسكواش محترفة من هولندا
- أرليثي فلين، عضوة في جمعية أيرلندا الشمالية
- أورلا، صانعة الأورج الإيطالية
- أرفليث بيغلي، عضوة في البرلمان البريطاني عن ويست تيرون
- أورلا أودوهيرتي، لاعبة اسكواش محترفة من أيرلندا